# Palpomyia divisa
Palpomyia divisa är en tvåvingeart som beskrevs av Jean-Jacques Kieffer 1916. Palpomyia divisa ingår i släktet Palpomyia och familjen svidknott.
Artens utbredningsområde är Taiwan. Inga underarter finns listade i Catalogue of Life.